# Kinga Bóta
Kinga Bóta (Budapest, 22 de agosto de 1977) es una deportista húngara que compitió en piragüismo en la modalidad de aguas tranquilas.
Participó en los Juegos Olímpicos de Atenas 2004, obteniendo una medalla de plata en la prueba de K4 500 m. Ganó 13 medallas en el Campeonato Mundial de Piragüismo entre los años 1999 y 2005 y 17 medallas en el Campeonato Europeo de Piragüismo entre los años 1997 y 2005.

## Palmarés internacional
| Juegos Olímpicos   | Juegos Olímpicos             | Juegos Olímpicos  | Juegos Olímpicos |
| Año                | Lugar                        | Medalla           | Competición      |
| ------------------ | ---------------------------- | ----------------- | ---------------- |
| 2004               | Atenas (Grecia)              | Medalla de plata  | K4 500 m         |
| Campeonato Mundial |                              |                   |                  |
| Año                | Lugar                        | Medalla           | Competición      |
| 1999               | Milán (Italia)               | Medalla de bronce | K2 1000 m        |
| 2001               | Poznań (Polonia)             | Medalla de oro    | K2 500 m         |
| 2001               | Poznań (Polonia)             | Medalla de oro    | K4 500 m         |
| 2001               | Poznań (Polonia)             | Medalla de oro    | K4 1000 m        |
| 2002               | Sevilla (España)             | Medalla de oro    | K2 500 m         |
| 2002               | Sevilla (España)             | Medalla de oro    | K2 1000 m        |
| 2002               | Sevilla (España)             | Medalla de oro    | K4 200 m         |
| 2002               | Sevilla (España)             | Medalla de oro    | K4 500 m         |
| 2003               | Gainesville (Estados Unidos) | Medalla de oro    | K2 500 m         |
| 2003               | Gainesville (Estados Unidos) | Medalla de oro    | K4 200 m         |
| 2003               | Gainesville (Estados Unidos) | Medalla de oro    | K4 500 m         |
| 2005               | Zagreb (Croacia)             | Medalla de oro    | K4 1000 m        |
| 2005               | Zagreb (Croacia)             | Medalla de bronce | K4 500 m         |
| Campeonato Europeo |                              |                   |                  |
| Año                | Lugar                        | Medalla           | Competición      |
| 1997               | Plovdiv (Bulgaria)           | Medalla de bronce | K1 1000 m        |
| 1999               | Zagreb (Croacia)             | Medalla de oro    | K4 500 m         |
| 1999               | Zagreb (Croacia)             | Medalla de plata  | K4 200 m         |
| 2000               | Poznań (Polonia)             | Medalla de oro    | K4 200 m         |
| 2000               | Poznań (Polonia)             | Medalla de plata  | K1 1000 m        |
| 2000               | Poznań (Polonia)             | Medalla de plata  | K2 500 m         |
| 2001               | Milán (Italia)               | Medalla de oro    | K2 500 m         |
| 2001               | Milán (Italia)               | Medalla de oro    | K4 200 m         |
| 2001               | Milán (Italia)               | Medalla de oro    | K4 500 m         |
| 2002               | Szeged (Hungría)             | Medalla de oro    | K2 1000 m        |
| 2002               | Szeged (Hungría)             | Medalla de oro    | K4 500 m         |
| 2002               | Szeged (Hungría)             | Medalla de plata  | K2 500 m         |
| 2002               | Szeged (Hungría)             | Medalla de plata  | K4 200 m         |
| 2004               | Poznań (Polonia)             | Medalla de oro    | K2 1000 m        |
| 2004               | Poznań (Polonia)             | Medalla de plata  | K4 200 m         |
| 2004               | Poznań (Polonia)             | Medalla de plata  | K4 500 m         |
| 2005               | Poznań (Polonia)             | Medalla de plata  | K4 500 m         |